# Maison de la Lieutenance

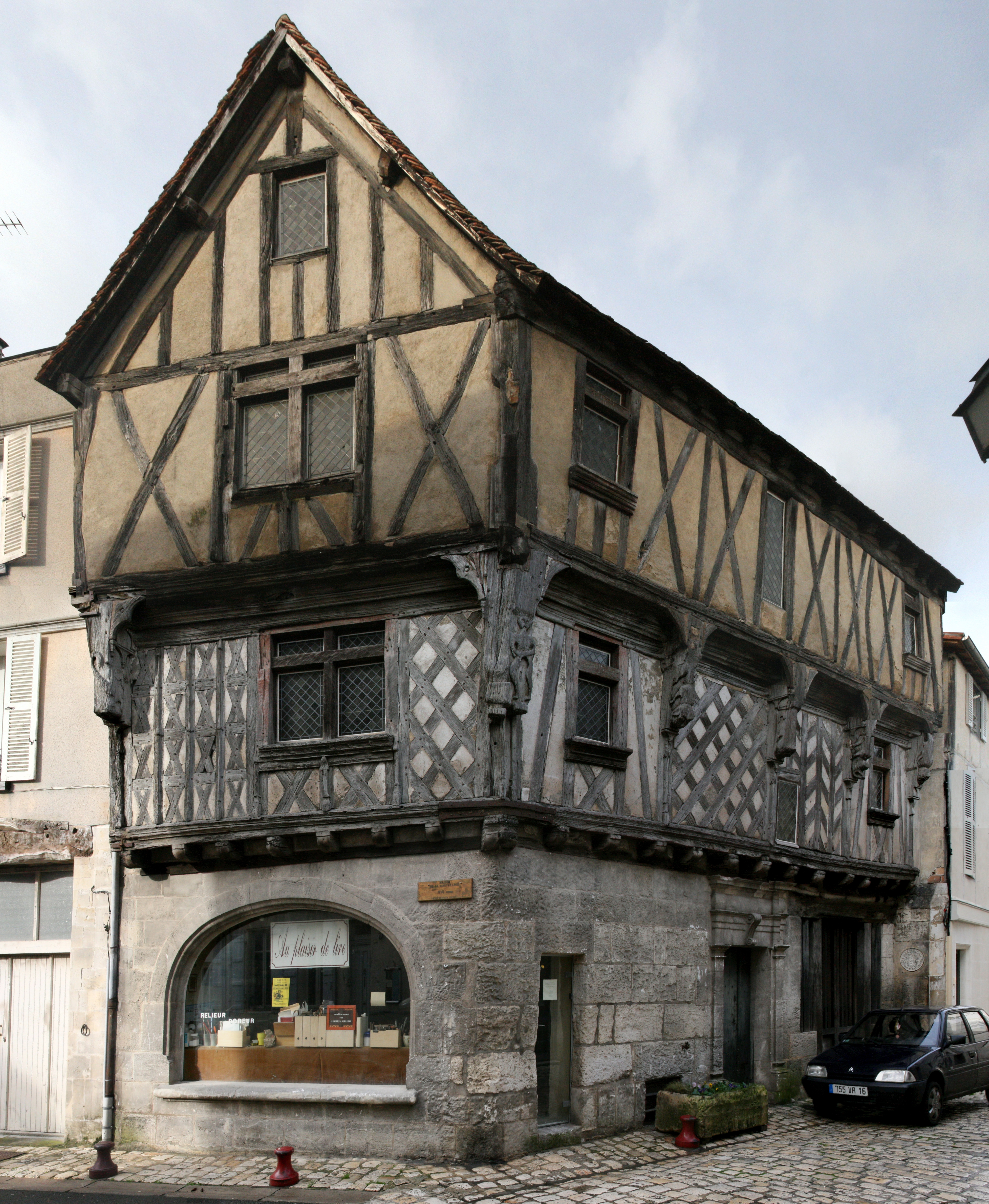
Maison de la Lieutenance in Cognac

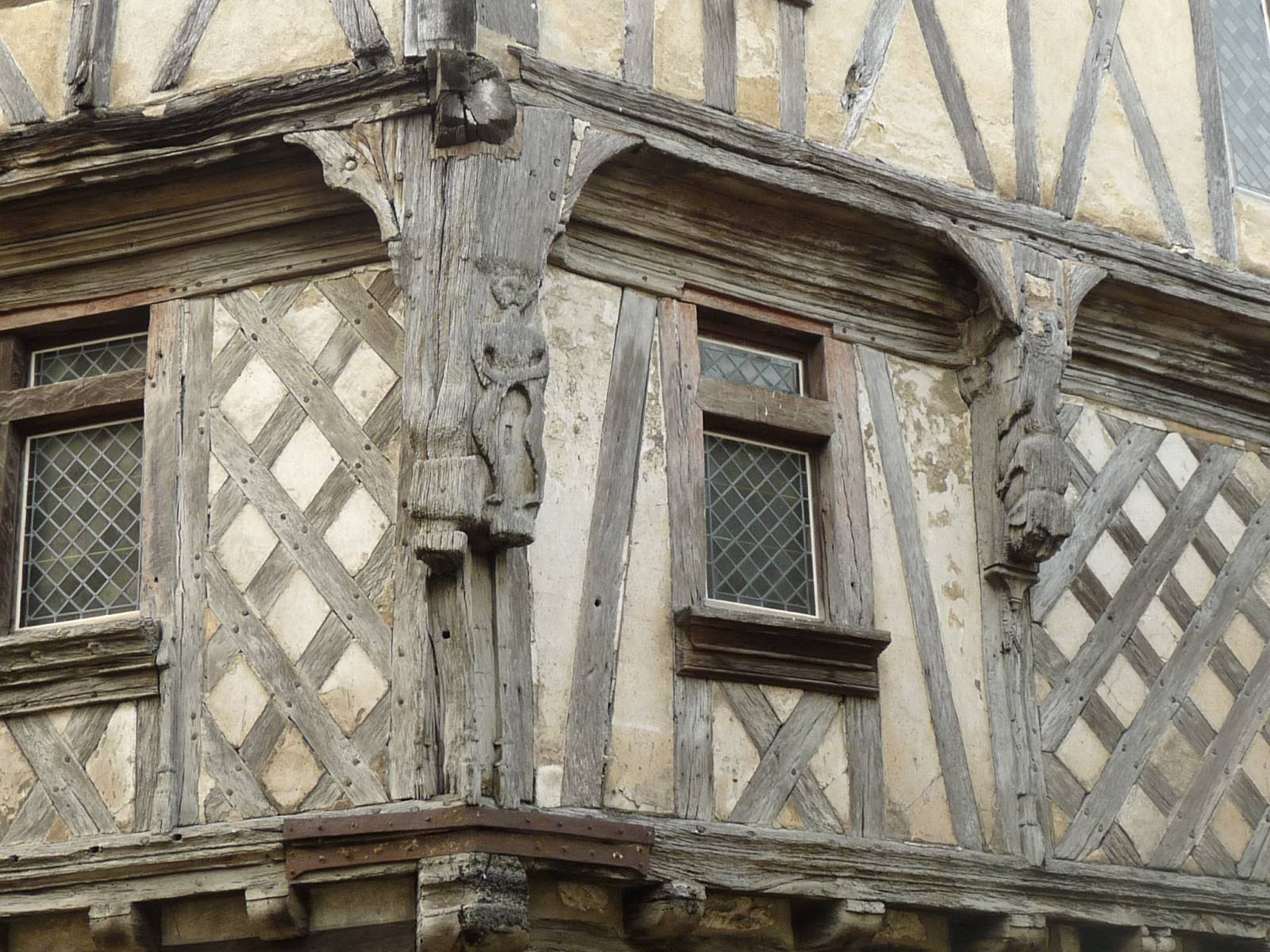
Schnitzereien

Das Maison de la Lieutenance in Cognac, einer französischen Stadt im Département Charente (Frankreich), wurde Ende des 15. oder Anfang des 16. Jahrhunderts errichtet. Das Fachwerkhaus an der Rue Grande Nr. 7 ist seit 1933 als Baudenkmal (Monument historique) geschützt.

## Geschichte
Das ab dem Ende des 15. Jahrhunderts errichtete Gebäude wurde nach seinem ersten Bewohner, dem Generalleutnant Pierre de Lacombe, benannt, der hier von 1603 bis 1624 wohnte. Das Haus wurde 1865 um einige Meter von seiner ursprünglichen Stelle versetzt.

## Architektur
Auf einem Erdgeschoss aus Hausteinen sitzen zwei Geschosse in Fachwerkbauweise, die jeweils vorkragen. Der Keller ist zum größten Teil mit einem Gewölbe versehen. Das große Rundbogenfenster an der Giebelseite wurde bei einem Umbau im 20. Jahrhundert durchgebrochen. Das Fachwerk verfügt über viele Schnitzereien, die Personen, menschliche Köpfe und Tiere darstellen. Im Inneren sind Wandmalereien aus dem 17. Jahrhundert zu sehen, die Vögel und Pflanzen darstellen.